# Флаг муниципального округа Таганский
Флаг внутригородского муниципального образования муниципальный округ Тага́нский в Центральном административном округе города Москвы Российской Федерации.
Ныне действующий флаг утверждён 31 августа 2016 года решением Совета депутатов № 10-24/123 и внесён в Государственный геральдический регистр Российской Федерации с присвоением регистрационного номера 11112.

## Описание
Первый флаг муниципального округа Таганский был утверждён решением муниципального Собрания от 30 марта 2004 года № 2-7/14 как флаг муниципального образования Таганское. Описание флага гласило:
«Флаг муниципального образования Таганское представляет собой двустороннее, прямоугольное полотнище с соотношением сторон 2:3.
Полотнище флага состоит из нижней жёлтой полосы, ширина которой составляет 2/5 ширины полотнища и двух равновеликих верхних частей: прилегающей к древку зелёной и голубой.
В центре зелёной части помещено изображение двух перекрещённых белых бердышей. Габаритные размеры изображения составляют 1/8 длины и 3/8 ширины полотнища.
В центре голубой части помещено изображение белого Спасского Собора Андроникова монастыря. Габаритные размеры изображения составляют 3/20 длины и 3/8 ширины полотнища.
В центре жёлтой полосы помещено изображение глиняного сосуда натурального цвета на чёрном тагане. Габаритные размеры изображения составляют 1/8 длины и 1/5 ширины полотнища».
Законом города Москвы от 11 апреля 2012 года № 11, муниципальное образование Таганское было преобразовано в муниципальный округ Таганский.
Решением Совета депутатов от 31 августа 2016 года № 10-24/122 предыдущее решение было признано утратившим силу и в тот же день, решением № 10-24/123, был утверждён новый флаг муниципального округа Таганский. Описание флага гласит:
«Прямоугольное двухстороннее полотнище с отношением ширины к длине 2:3, несущее составленное из двух горизонтальных полос шириной в отношении 3:2. Верхняя горизонтальная полоса составлена из равных вертикальных полос зелёного и голубого цвета, нижняя горизонтальная полоса — жёлтого цвета. В центре полотнища изображены белым, серым, жёлтым и красным цветом фигуры из герба муниципального округа Таганский».
Геральдическое описание герба муниципального округа Таганский гласит: «В поле, понижено пересечённом и вверху рассечённым зеленью и лазурью, а внизу золотом, поверх пересечения — два серебряных бердыша накрест, сопровождённые во главе золотым трилистным крестом на коротком древке, а внизу червлёным глиняным горшком на серебряном тагане».

## Обоснование символики

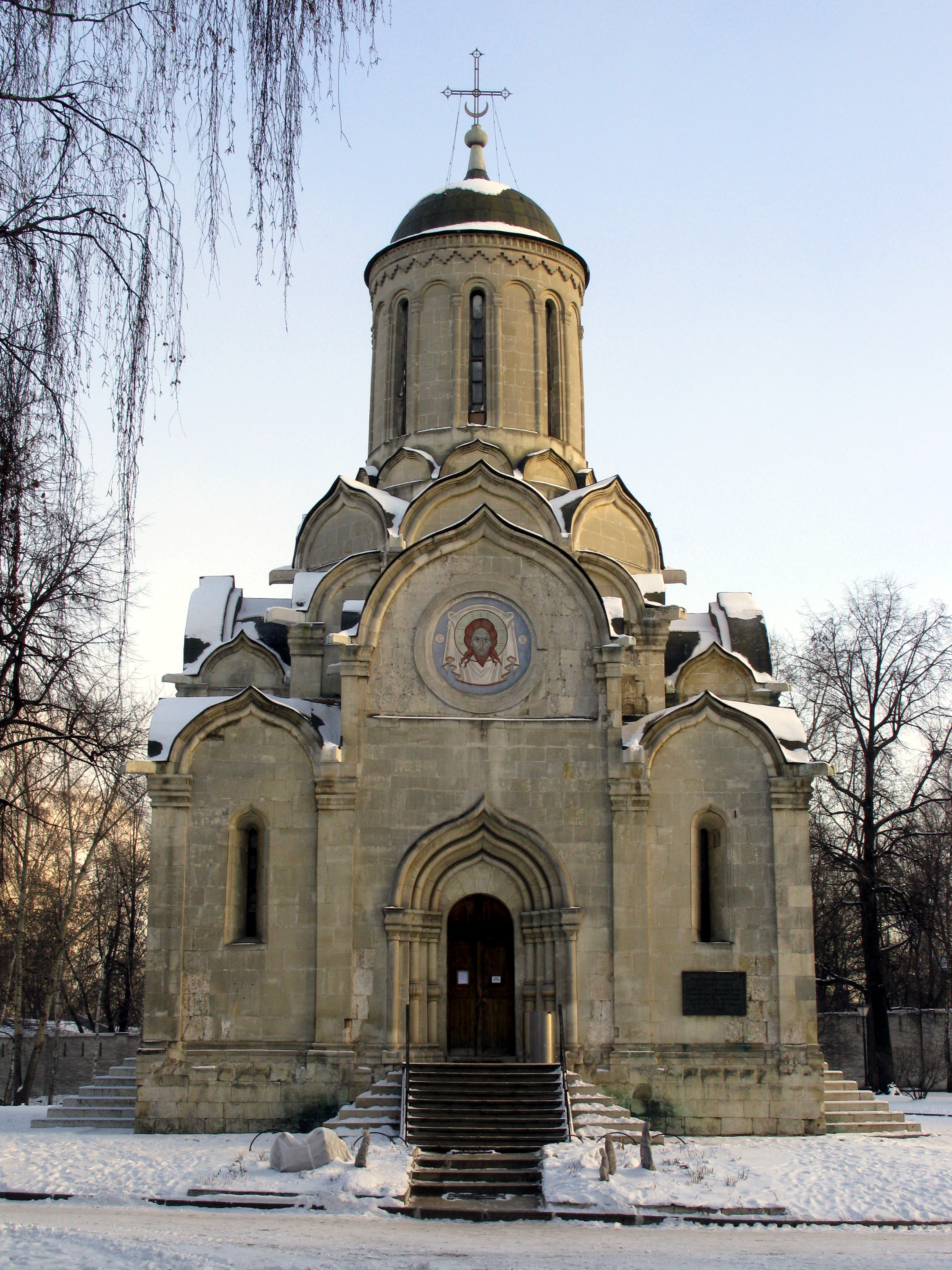
Спасский собор Андроникова монастыря.

Два белых перекрещённых бердыша в зелёном поле означают множество сторожевых постов и застав древней Москвы, располагавшихся на территории муниципального образования.
Спасский собор Андроникова монастыря в голубом поле символизирует один из древнейших памятников архитектуры Москвы.
Глиняный сосуд натурального цвета на чёрном тагане на жёлтой полосе символизирует множество слобод, располагавшихся в данной местности, одна из которых, Таганская, дала название территории.
Территория современного муниципального округа Таганский имеет многовековую богатую историю аллегорически отраженную во флаге, созданном на основе герба округа.
Два перекрещённых бердыша символизируют множество сторожевых постов и застав древней Москвы, располагавшихся, в том числе, и на территории современного округа.
Жёлтый (золотой) крест символизирует многие храмы и церкви, расположенные на территории округа и в первую очередь Спасский собор Андроникова монастыря, одного из древнейших памятников архитектуры Москвы.
Таган вместе со стоящим на нём глиняном кувшином символизирует Таганскую слободу. Ремесленники этой слободы изготовляли таганы — треножники для котлов, которыми пользовались в походах стрельцы. Эта слобода дала название современному округу.
Зелёная часть полотнища символизирует парки и скверы, находящиеся на территории муниципального округа Таганский.
Голубая (лазоревая) часть полотнища — символ реки Яузы, протекающей по округу.
Символика цветов и металлов усиливает символику флага:
— зелёный цвет символизирует весну и природу, здоровье, молодость и надежду;
— голубой цвет (лазурь) — символ возвышенных устремлений, искренности, преданности, возрождения;
— жёлтый цвет (золото) — символ высшей ценности, величия, богатства;
— Белый цвет (серебро) — символ чистоты, открытости, божественной мудрости, примирения;
— красный цвет — символ труда, мужества, жизнеутверждающей силы, красоты и праздника.